# 스펙트럼 이론
틀:수학 관련 정보
틀:함수해석학
틀:작용소 이론
스펙트럼 이론（spectrum theory, ス펙트럼理論）은 함수해석학의 주요 분야로서, 작용소 이론에서 선형 작용소에 대응하는 고윳값, 고유공간, 그리고 이의 일반화를 통한 스펙트럼의 구조와 성질을 분석하는 이론 체계이다. 이는 양자역학에서의 물리량의 스펙트럼, 편미분방정식의 해석, 무작위 행렬 이론 및 수리물리학에 이르기까지 광범위한 분야에 응용된다.

## 정의
힐베르트 공간 {\displaystyle {\mathcal {H}}} 위의 유계 작용소 {\displaystyle T\colon {\mathcal {H}}\to {\mathcal {H}}}에 대하여, {\displaystyle \lambda \in \mathbb {C} }가 다음 조건을 만족하지 않을 때, 즉 {\displaystyle T-\lambda I}가 가역 연산자가 아닐 때, 우리는 {\displaystyle \lambda }를 {\displaystyle T}의 스펙트럼 {\displaystyle \sigma (T)}의 원소라 한다.
{\displaystyle \sigma (T)=\{\lambda \in \mathbb {C} \mid (T-\lambda I){\text{가 가역 아님}}\}}
스펙트럼은 크게 다음과 같이 분류된다.

### 스펙트럼의 분해
- 점 스펙트럼（Point spectrum）：{\displaystyle (T-\lambda I)x=0}의 비자명한 해 {\displaystyle x\neq 0}가 존재하는 경우, 즉 고윳값
- 연속 스펙트럼：{\displaystyle (T-\lambda I)}는 단사 연산자이나 전사 연산자가 아닌 경우
- 잔여 스펙트럼：{\displaystyle (T-\lambda I)}는 단사이나 폐공간으로 가지지 않는 경우

## 자기수반 작용소의 스펙트럼
자기수반 연산자 {\displaystyle T=T^{*}}의 경우, 스펙트럼은 실수축 위에 놓이며, 스펙트럼 정리에 따라 측도론적으로 분해 가능하다.

### 스펙트럼 정리（Spectral theorem）
모든 콤팩트 자기수반 연산자 {\displaystyle T}는 정규직교 기저 {\displaystyle \{e_{n}\}}를 가지며,
{\displaystyle Tx=\sum _{n}\lambda _{n}\langle x,e_{n}\rangle e_{n}}
형태로 표현 가능하다. 일반적으로는 측도 {\displaystyle E(\lambda )}에 의한 적분 표현으로 주어진다.
{\displaystyle T=\int _{\sigma (T)}\lambda \,dE(\lambda )}

## 응용
- 양자역학: 관측가능량은 자기수반 연산자로 표현되며, 그 스펙트럼이 측정 가능한 값이다.
- 편미분방정식: 라플라스 연산자, 해밀토니안 등의 스펙트럼 분석을 통해 고유모드, 에너지 준위 등을 이해
- 푸리에 해석: 푸리에 변환은 스펙트럼 분해로 해석되며, 컨볼루션 연산자의 대각화와 관련된다.
- 수리물리학: 힐베르트 공간 상에서의 연산자 스펙트럼은 물리적 해석과 연결됨

## 비자기수반 작용소의 스펙트럼
비자기수반 또는 정규 작용소의 경우, 스펙트럼은 일반적으로 복소평면 상의 보다 복잡한 구조를 가진다. 이 경우 레스 레졸벤트 집합, 펑터 연산자, 푸앵카레-사토 이론 등을 통해 분석된다.

## 고급 주제
- 에센셜 스펙트럼：콤팩트 작용소와의 섭동에 불변인 부분
- 분지 스펙트럼：해당 고유공간이 폐공간이 아님
- 조화 해석: 환 상의 연산자 스펙트럼, 구현 이론, 카르망-헬러 이론 등

## 관련 어휘
- 작용소 이론
- 자기수반 연산자
- 힐베르트 공간
- 스펙트럼 정리
- 고윳값 분해
- 무작위 행렬 이론
- 양자역학
- 편미분방정식

## 참고 문헌
- Michael Reed, Barry Simon (1980). 《Methods of Modern Mathematical Physics, Vol. I: Functional Analysis》. Academic Press.
- John B. Conway (1990). 《A Course in Functional Analysis》. Springer.
- Riesz, F. and Sz.-Nagy, B. (1990). 《Functional Analysis》. Dover Publications.